# Русская Селитьба
Русская Селитьба — село в Красноярском районе Самарской области в составе сельского поселения Большая Раковка.

## География
Находится на расстоянии примерно 33 километра по прямой на север-северо-восток от районного центра села Красный Яр.

## История
Основано в начале XIX века, название дано по местной речке. В 1890 году было 2279 жителей. Михайловская церковь построена в 1829 году .

## Население
Постоянное население составляло 740 человек (русские 85%) как в 2002 году, 592 в 2010 году.

## Достопримечательности
Родник с часовней.